# Augustin von Alvelt
Augustin von Alvelt (Alfeld, 1480 – Halle, 1535) è stato un religioso tedesco.

## Biografia
Francescano provinciale di Sassonia (1529-1532) scrisse opere polemizzanti in difesa del papa che spinsero Martin Lutero a partorire molti scritti di risposta.